# Bargellopalatset

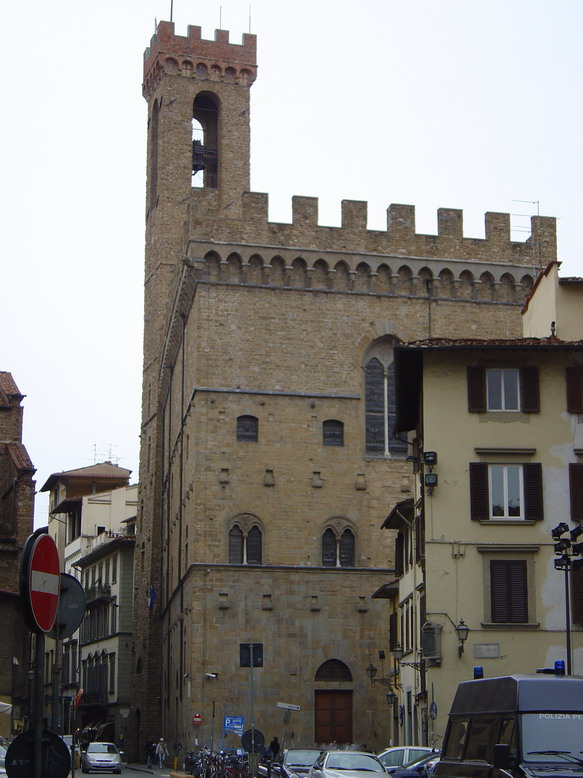
Bargellopalatset

Bargello byggdes 1255 och är bland de äldsta byggnaderna i Florens. Bargello användes till en början som regeringsbyggnad. Under 1500-talet hade polischefen sitt residens i Bargello och det fungerade också som fängelse. Här skedde även avrättningar ända fram till slutet av 1700-talet. Under 1800-talet gjordes omfattande renoveringar och 1865 öppnades Bargello som ett av de första statliga museerna. Samlingarna består av föremål och skulpturer främst från renässansen. I Bargello kan du studera renässanskonstnärer som Donatello, Michelangelo och Verrocchio.